# Гогібік (округ)
Шаблон:StateAbbr_ 46°29′ пн. ш. 89°47′ зх. д. / 46.48° пн. ш. 89.79° зх. д.
Гогібік (англ. Gogebic County) — округ (графство) у штаті Мічиган, США. Ідентифікатор округу 26053.

## Історія
Округ утворений 1887 року.

## Демографія
За даними перепису 
2000 року 
загальне населення округу становило 17370 осіб, зокрема міського населення було 6217, а сільського — 11153.
Серед мешканців округу чоловіків було 8730, а жінок — 8640. В окрузі було 7425 домогосподарств, 4581 родин, які мешкали в 10839 будинках.
Середній розмір родини становив 2,81.
Віковий розподіл населення поданий у таблиці:
| Стать    | До 15 років | 15-21 | 22-29 | 30-39 | 40-49 | 50-65 | 65-85 | Понад 85 |
| -------- | ----------- | ----- | ----- | ----- | ----- | ----- | ----- | -------- |
| Чоловіки | 1435        | 963   | 769   | 1096  | 1294  | 1506  | 1464  | 203      |
| Жінки    | 1371        | 737   | 561   | 1013  | 1237  | 1457  | 1845  | 419      |

## Суміжні округи
- Онтонагон — північ, північний схід
- Айрон — схід
- Вілас, Вісконсин — південь
- Айрон, Вісконсин — південний захід
- Ешленд, Вісконсин — північний захід

## Виноски
1. ↑  US Decennial Census. US Census Bureau. Архів оригіналу за 26 квітня 2015. Процитовано 21 вересня 2014.
2. ↑  Historical Census Browser. University of Virginia Library. Архів оригіналу за 11 серпня 2012. Процитовано 21 вересня 2014.
3. ↑  Population of Counties by Decennial Census: 1900 to 1990. US Census Bureau. Архів оригіналу за 15 лютого 2015. Процитовано 21 вересня 2014.
4. ↑  Census 2000 PHC-T-4. Ranking Tables for Counties: 1990 and 2000 (PDF). US Census Bureau. Архів оригіналу (PDF) за 18 грудня 2014. Процитовано 21 вересня 2014.
5. ↑  State & County QuickFacts. US Census Bureau. Архів оригіналу за 6 червня 2011. Процитовано 27 серпня 2013.(англ.) Наведено за англійською вікіпедією.
6. ↑  American FactFinder. Бюро перепису населення США. Архів оригіналу за 21 травня 2008. Процитовано 31 січня 2008.

| США | Це незавершена стаття з географії США. Ви можете допомогти проєкту, виправивши або дописавши її. |